# Pegilació
La pegilació és el procés de fixació o amalgama tan covalent com no covalent de cadenes polimèriques de polietilenglicol (PEG) a molècules i macroestructures, com ara un fàrmac o proteïna terapèutica, que es descriu després com a pegilat o pegilada.
La pegilació s'aconsegueix rutinàriament mitjançant la incubació d'un derivat reactiu de PEG amb la molècula diana. La fixació covalent de PEG a un fàrmac o proteïna terapèutica pot "emmascarar" l'agent al sistema immunitari de l'hoste (reduint la immunogenicitat i l'antigenicitat), i augmentar la seva mida hidrodinàmica (mida en solució), la qual cosa allarga el seu temps circulatori reduint l'aclariment renal. La pegilació també pot proporcionar solubilitat en aigua a medicaments i proteïnes hidrofòbiques. Després d'haver demostrat els seus avantatges farmacològics i la seva acceptabilitat, la tecnologia de pegilació és el fonament d'una indústria creixent de milions de dòlars.